# Nicole Nussbaum
Nicole Nussbaum ist eine Schweizer Gleitschirmpilotin aus Interlaken.

## Erfolge
- Siegerin Gleitschirm-Schweizermeisterschaft 1998[1]
- Dritter Platz Gleitschirmweltmeisterschaft 1999 (nicht validiert)
- Zweiter Platz Gleitschirmweltmeisterschaft 2001
- Siegerin Gleitschirm-Schweizermeisterschaft 2001[1]
- Zweiter Platz Gleitschirmweltmeisterschaft 2003[2]
- Siegerin Gleitschirm-Schweizermeisterschaft 2003[1]
- Zweiter Rang Paragliding World Cup 2003 (Damenwertung)